# ديبي ووكر
ديبي ووكر (بالإنجليزية: Debbie Jones-Walker)‏ (و. 1953  م) هي لاعبة كرلنغ كندية، ولدت في إدمونتون.

## روابط خارجية
- ديبي ووكر على موقع الاتحاد الدولي للكرلنغ (الإنجليزية)
- ديبي ووكر على موقع أوليمبيديا (الإنجليزية)